# Aloe komaggasensis
Aloe komaggasensis är en grästrädsväxtart som beskrevs av Kritz. och Jaarsveld. Aloe komaggasensis ingår i släktet Aloe och familjen grästrädsväxter. Inga underarter finns listade i Catalogue of Life.